# إبراهيم بن محمد اللبابيدي
إبراهيم بن محمد بن إبراهيم اللَّبابيدي (1818 - يوليو 1896) (1234 - صفر 1314) صوفي سوري عثماني من أهل القرن التاسع عشر الميلادي/ الثالث عشر الهجري. ولد في حلب ونشأ بها. قرأ على أحمد الحجار ثم أحمد الترمانيني، وقد حضر عليه عشر سنوات. ثم أخذ الطريقة الشاذلية والدسوقية والبدوية على شيوخ عصره. عمل مدرّسًا في الجامع الأموي بحلب. له عدة منظومات شعرية، اشهرها نظم إحياء علوم الدين للغزالي في أربعة آلاف بيت، وسماه «القول المتين في اختيار مسائل من كتاب إحياء علوم الدين». توفي في حلب عن 78 عامًا.

## سيرته
هو إبراهيم بن محمد بن إبراهيم اللبابيدي الحلبي الأعزازي الأصل، انتقل جده من أعزاز إلى حلب فتوطنها. ولد سنة 1234 هـ/ 1818 م في مدينة حلب بإيالة حلب العثمانية، ونشأ بها. قرأ بعد أن جاوز العشرين من العمر على أحمد الحجار ثم على أحمد الترمانيني، وقد حضر عليه عشر سنوات في علوم شتى، وكان مقربًا لديه، ويخدمه في حوائج بيته. ثم أخذ الطريقة على محمد اليماني الجسري، وأخذ الطريقة الشاذلية على بهاء الدين الرفاعي (بهاء الدين الرواس؟)، والدسوقية والبدوية على بكري الزيري مفتي حلب، فقرأ عليه في النحو والتفسير والأصول. 

اشتغل بالتدريس في الجامع الأموي بحلب مدة طويلة. وفي شبابه كان يرحل كل سنة إلى بلدة الباب قرب حلب وغيرها ويقرأ دروسا هناك. وكان يعمل مرشدًا دينيًا بين العشائر. وصف بأنه كان «عالمًا فاضًلا صالحًا، قليل الاختلاط بالناس، مؤثرًا للعزلة، وكان لا يتعاطى شرب الدخان، ويذهب إلى تحريمه.»

## وفاته
توفي في شهر صفر سنة 1314/ يوليو (تموز) 1896 في حلب بولاية سوريا العثمانية، ودفن في تربة الشيخ جاكير خارج باب المقام أحد أبواب حلب.

## آثاره
- نظم في أربعة آلاف بيت أوله «الحمد صلى الله عليه وسلم ملهم الصواب ومنزل الكتاب ومرسل الرسل لجلب الخلق لعبادته»، وشرحه في أربعة أجزاء، وسمى الشرح «الضياء المبين شرح القول المتين»، وفرغ منه سنة 1308 هـ/ 1890 م. أول شرحه «ببسم الله حق الابتداء/وحمد الله كان به الثناء//وصلى الله مولانا وسلم/على المختار من به الاقتداء.» [3]

- «التحفة المرضية الحاوية للمسائل الفقهية»: منظومة اختصرها من كتاب «تنوير الأبصار وجامع البحار » للخطيب التمرتاشي، وشرحها. «فرغ من تأليفه سنة 1313 هـ/ 1895 م، أوله «الحمد لله رافع مقام الأولياء إلى أعلى علييين ومانح عباده المتقين أنواع اليقين»[3]

## تلاميذه
- الشيخ محمد بن عثمان الزرقا.[8]
- الشيخ محمد بن محمد خير بن حنيف آغا المشهور بالحنيفي  (1292 - 1342) هجري.
- الشيخ محمد سلقيني، قد تخرج من المدرسة الخسروية في 30 يونيو 1929.

## معرض صور

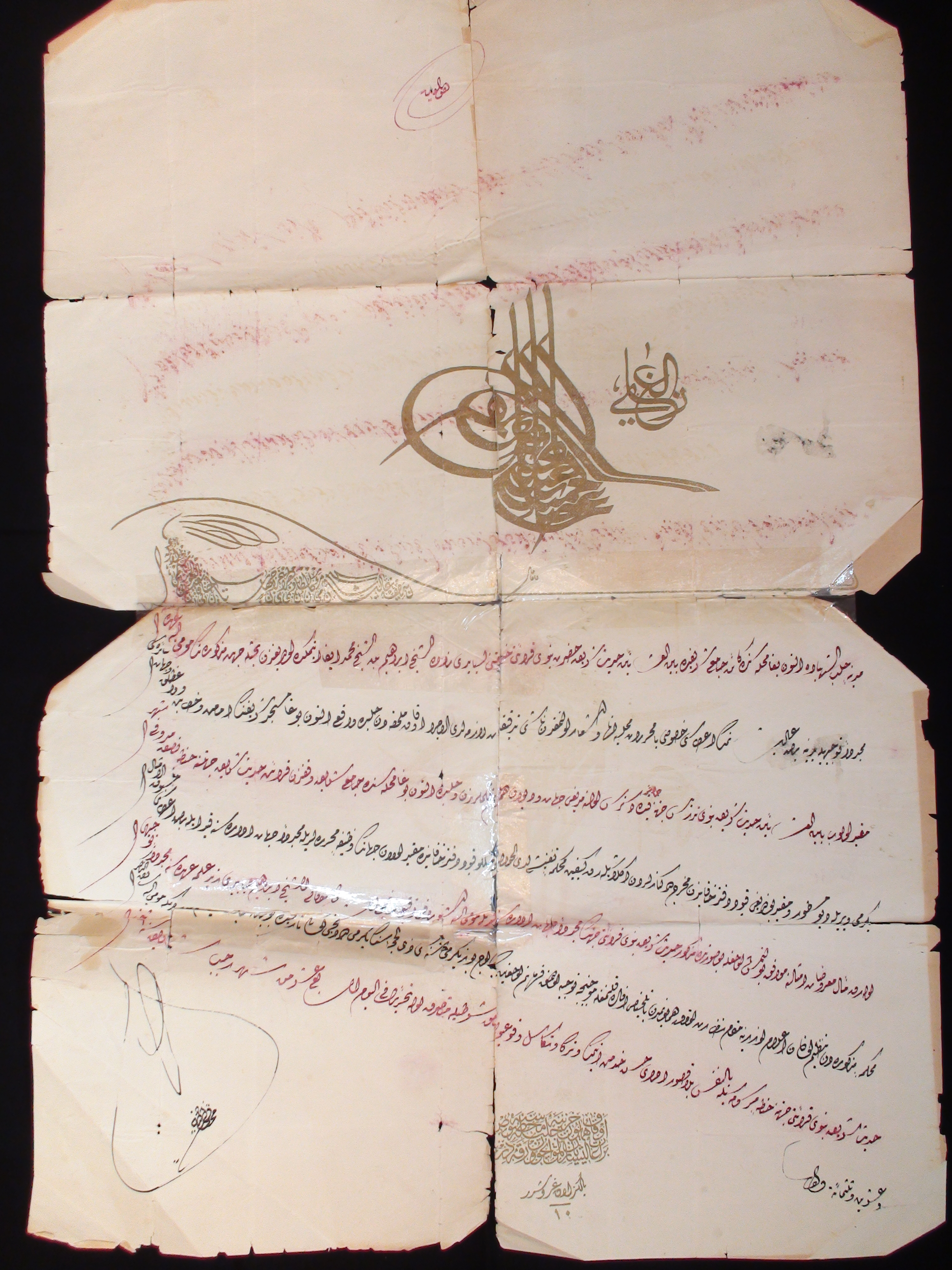
فرمان عثماني الشيخ لبابيدي
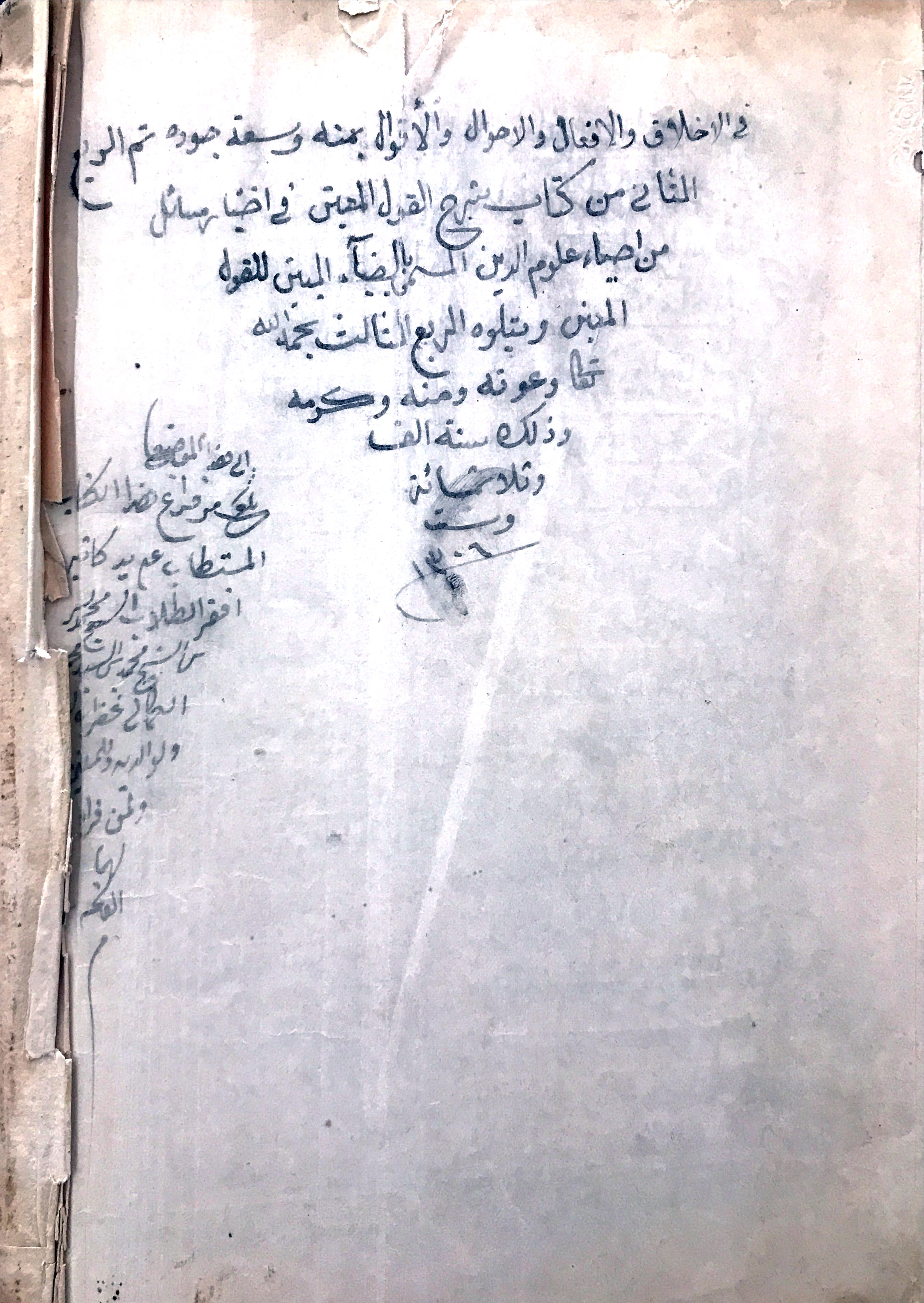
بداية الكتاب القول المتين في اختيار مسائل من إحياء علوم الدين
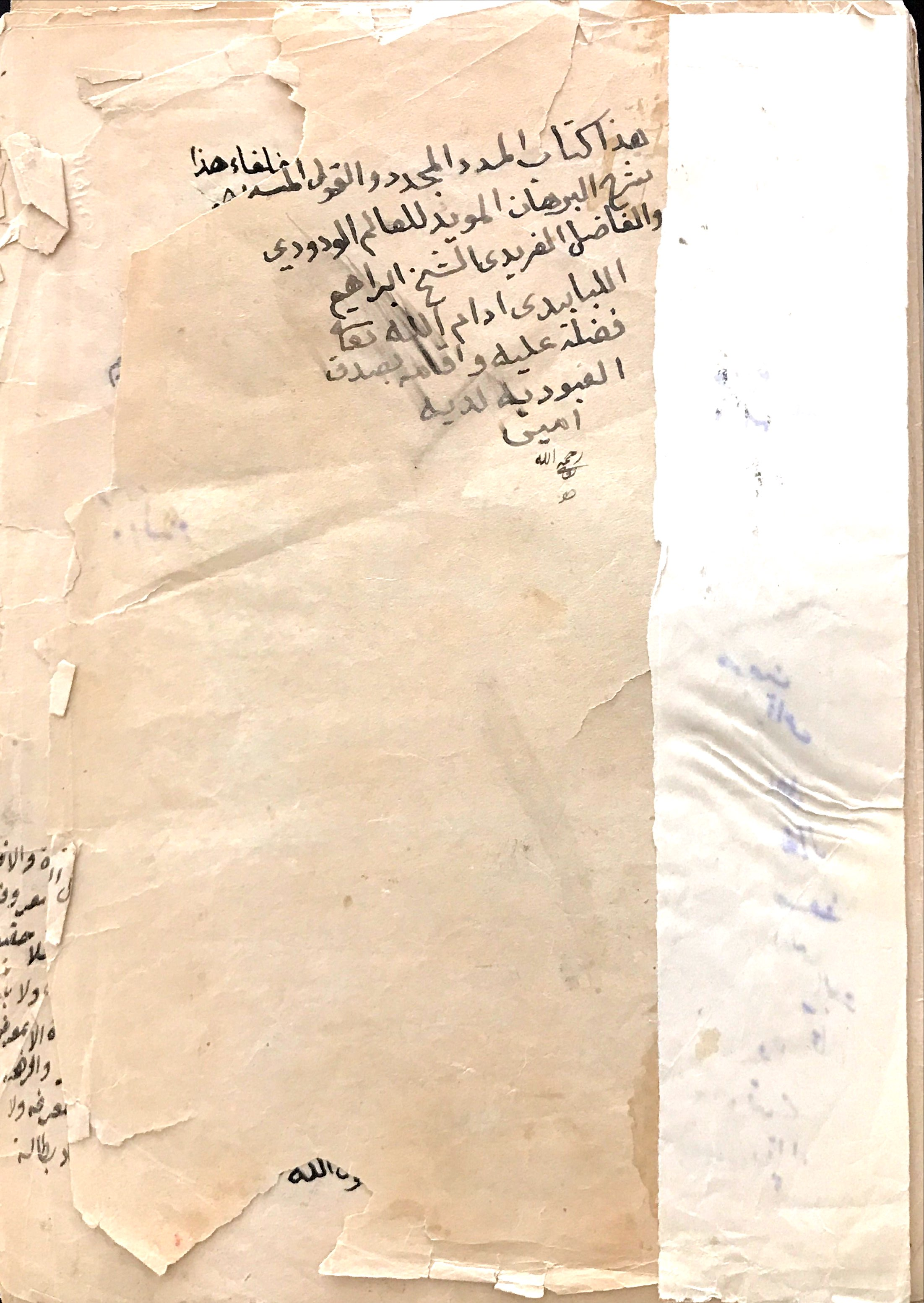
بداية الكتاب المد المجدد و القول المسدد